# Seznam korejských fotografů
Toto je abecedně řazený seznam korejských fotografů.

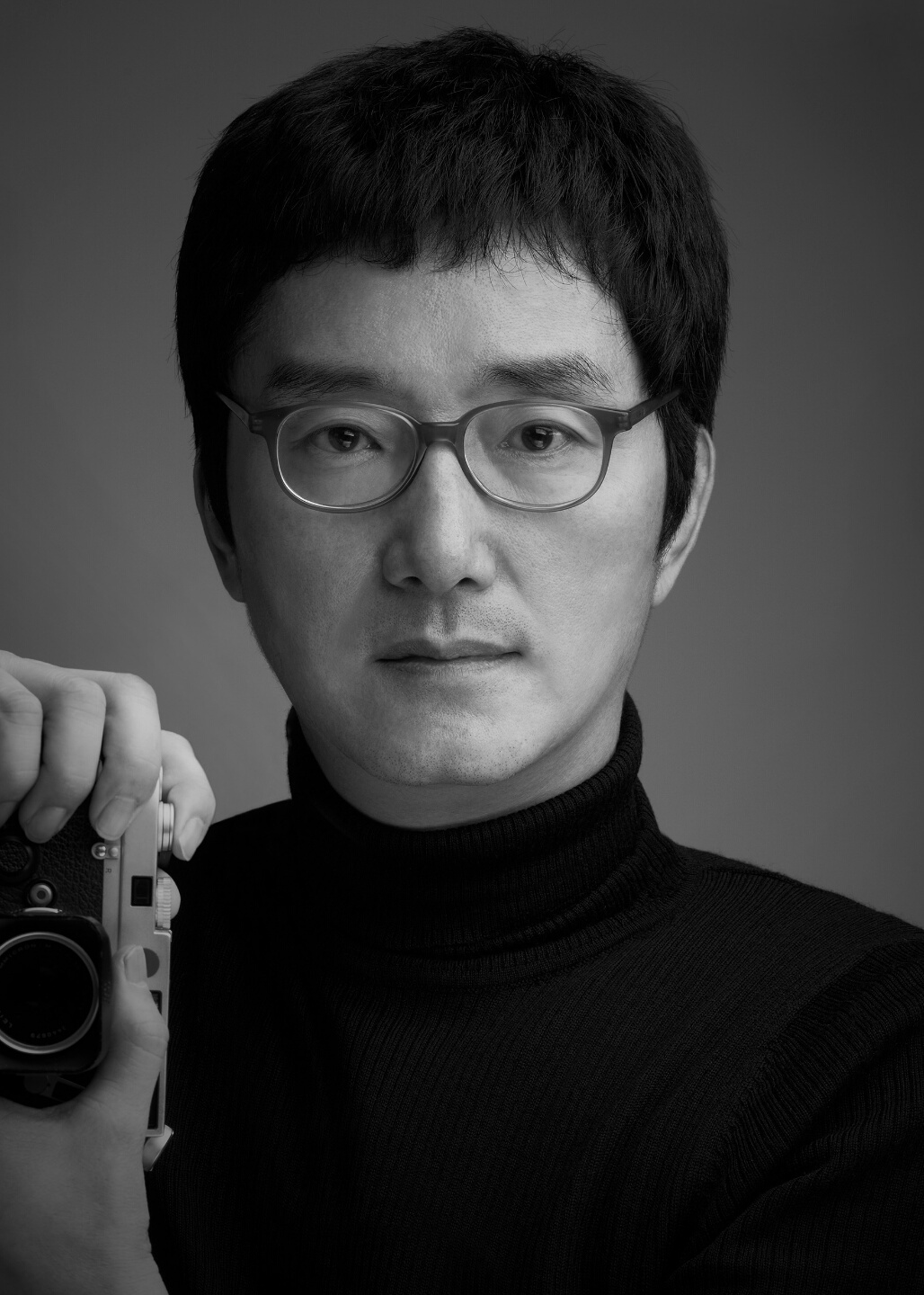
Seihon Čo

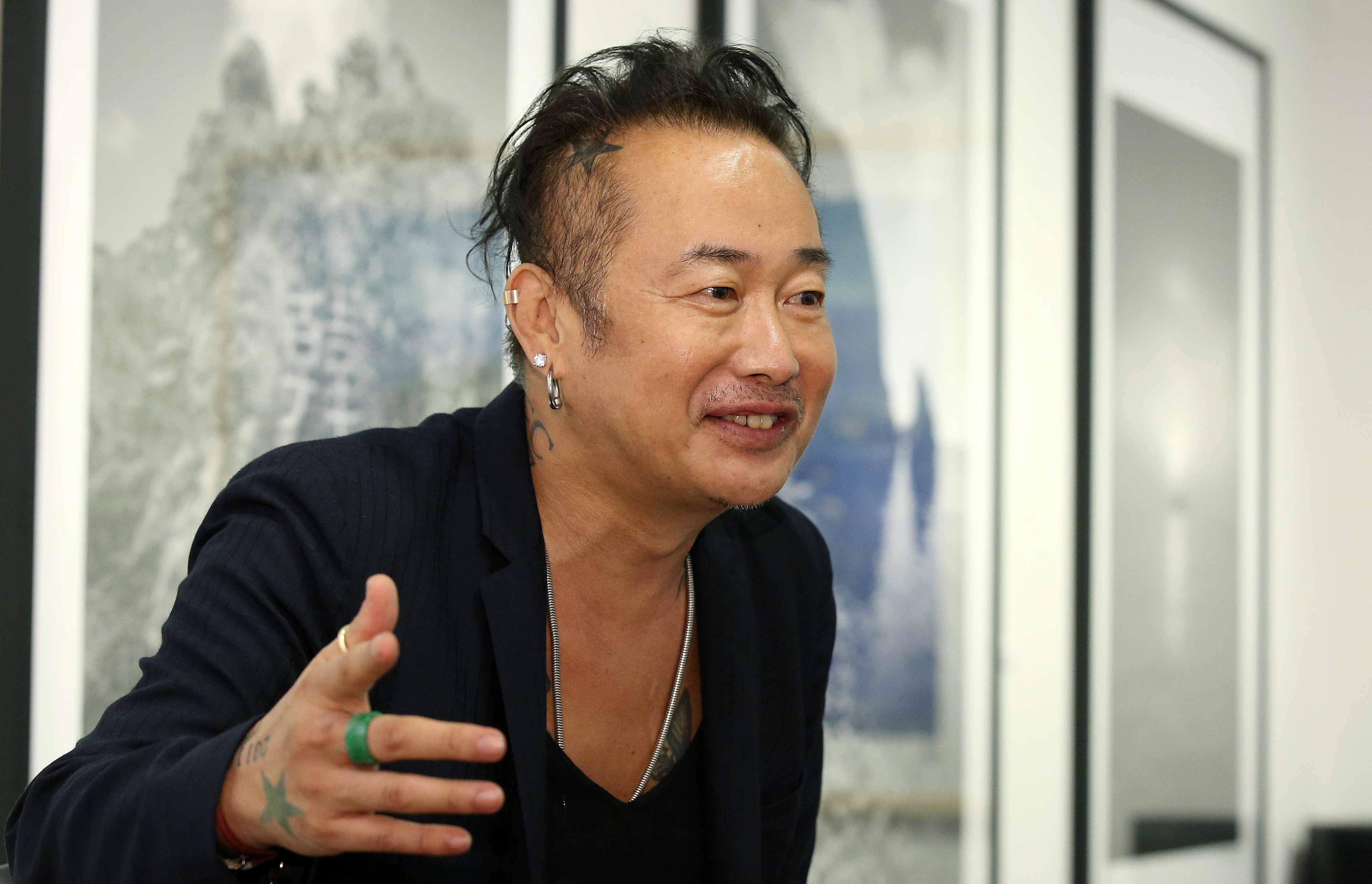
Kim Čung-man

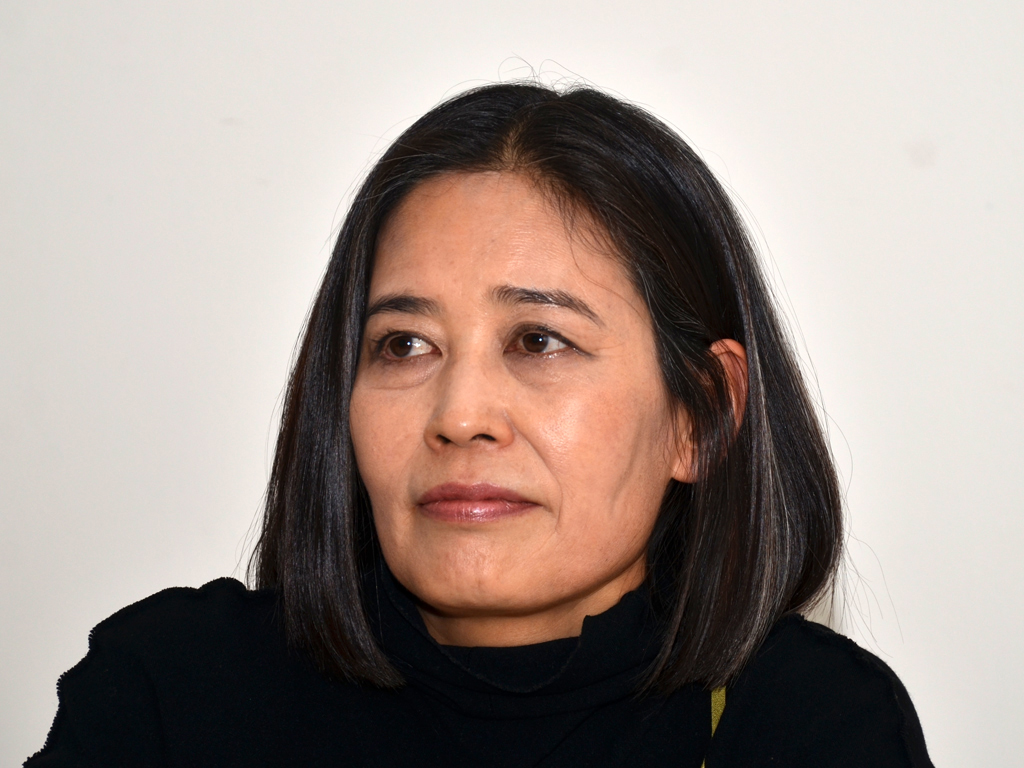
Jungjin Lee v Praze, 2014

## A
- Jun Ahn

## B
- Bae Bien-u
- Bae Doona

## C
- Seihon Čo

## D
- Bae Doona

## J
- Ina Jang

## K
- Kim Atta (* 1956, 김아타) zátiší
- Kim Čung-man (1954–2022)
- Kim Miru
- Korea June

## L
- Jungjin Lee
- Nikki S. Lee
- Byung-seok Lee (이병석 (사진가))

## P
- Čung-geun Park
- Soi Park

## S
- Sang-hyeok Son

## Y
- Byung-eun Yoo

## Výstavy
- The History of Korean Photography (Seoul Art Center, Seoul, 1998)